# 6. okręg wyborczy w Maryland
Szósty okręg wyborczy w Maryland co dwa lata wybiera swojego przedstawiciela do Izby Reprezentantów Stanów Zjednoczonych. W skład okręgu wchodzą hrabstwa Garrett, Allegany, Washington, Frederick oraz Carroll, a także części hrabstw Montgomery, Baltimore i Harford. Przedstawicielem okręgu w 113. Kongresie Stanów Zjednoczonych jest demokrata, John Delaney.

## Chronologiczna lista przedstawicieli
| | Przedstawiciel               | Data objęcia urzędu  | Data opuszczenia urzędu | Partia polityczna      |
| --- | ---------------------------- | -------------------- | ----------------------- | ---------------------- |
| 1 | Daniel Carroll               | 4 marca 1789         | 3 marca 1791            |                        |
| 2 | Upton Sheredine              | 4 marca 1791         | 3 marca 1793            |                        |
| 3 | Gabriel Christie             | 4 marca 1793         | 3 marca 1797            |                        |
| 4 | William Matthews             | 4 marca 1797         | 3 marca 1799            | Partia Federalistyczna |
| 5 | Gabriel Christie             | 4 marca 1799         | 3 marca 1801            |                        |
| 6 | John Archer                  | 4 marca 1801         | 3 marca 1807            |                        |
| 7 | John Montgomery              | 4 marca 1807         | 29 kwietnia 1811        |                        |
| 8 | Stevenson Archer             | 26 października 1811 | 3 marca 1817            |                        |
| 9 | Thomas Culbreth              | 4 marca 1817         | 3 marca 1821            |                        |
| 10 | Jeremiah Cosden              | 4 marca 1821         | 19 marca 1822           |                        |
| 11 | Philip Reed                  | 19 marca 1822        | 3 marca 1823            |                        |
| 12 | George Edward Mitchell       | 4 marca 1823         | 3 marca 1827            |                        |
| 13 | Levin Gale                   | 4 marca 1827         | 3 marca 1829            |                        |
| 14 | George Edward Mitchell       | 7 grudnia 1829       | 28 czerwca 1832         |                        |
| 15 | Charles S. Sewall            | 1 października 1832  | 3 marca 1833            |                        |
| 16 | William Cost Johnson         | 4 marca 1833         | 3 marca 1835            |                        |
| 17 | Francis Thomas               | 4 marca 1835         | 3 marca 1841            |                        |
| 18 | John Thomson Mason           | 4 marca 1841         | 3 marca 1843            | Partia Demokratyczna   |
| 19 | Thomas Ara Spence            | 4 marca 1843         | 3 marca 1845            | Partia Wigów           |
| 20 | Edward Henry Carroll Long    | 4 marca 1845         | 3 marca 1847            | Partia Wigów           |
| 21 | John Woodland Crisfield      | 4 marca 1847         | 3 marca 1849            | Partia Wigów           |
| 22 | John Bozman Kerr             | 4 marca 1849         | 3 marca 1851            | Partia Wigów           |
| 23 | Joseph Stewart Cottman       | 4 marca 1851         | 3 marca 1853            |                        |
| 24 | Augustus Rhodes Sollers      | 4 marca 1853         | 3 marca 1855            |                        |
| 25 | Thomas Fielder Bowie         | 4 marca 1855         | 3 marca 1859            | Partia Demokratyczna   |
| 26 | George Wurtz Hughes          | 4 marca 1859         | 3 marca 1861            | Partia Demokratyczna   |
| 27 | Charles Benedict Calvert     | 4 marca 1861         | 3 marca 1863            |                        |
| Okręg został zlikwidowany po spisie ludności w 1860 roku i ustanowiony ponownie po spisie ludności w 1870 roku. |                              |                      |                         |                        |
| 28 | Lloyd Lowndes Jr.            | 4 marca 1873         | 3 marca 1875            | Partia Republikańska   |
| 29 | William Walsh                | 4 marca 1875         | 3 marca 1879            | Partia Demokratyczna   |
| 30 | Milton George Urner          | 4 marca 1879         | 3 marca 1883            | Partia Republikańska   |
| 31 | Louis Emory McComas          | 4 marca 1883         | 3 marca 1891            | Partia Republikańska   |
| 32 | William McMahon McKaig       | 4 marca 1891         | 3 marca 1895            | Partia Demokratyczna   |
| 33 | George Louis Wellington      | 4 marca 1895         | 3 marca 1897            | Partia Republikańska   |
| 34 | John McDonald                | 4 marca 1897         | 3 marca 1899            | Partia Republikańska   |
| 35 | George Alexander Pearre      | 4 marca 1899         | 3 marca 1911            | Partia Republikańska   |
| 36 | David John Lewis             | 4 marca 1911         | 3 marca 1917            | Partia Demokratyczna   |
| 37 | Frederick Nicholas Zihlman   | 4 marca 1917         | 3 marca 1931            | Partia Republikańska   |
| 38 | David John Lewis             | 4 marca 1931         | 3 stycznia 1939         | Partia Demokratyczna   |
| 39 | William Devereux Byron       | 3 stycznia 1939      | 27 lutego 1941          | Partia Demokratyczna   |
| 40 | Katharine Edgar Byron        | 27 maja 1941         | 3 stycznia 1943         | Partia Demokratyczna   |
| 41 | James Glenn Beall            | 3 stycznia 1943      | 3 stycznia 1953         | Partia Republikańska   |
| 42 | DeWitt Stephen Hyde          | 3 stycznia 1953      | 3 stycznia 1959         | Partia Republikańska   |
| 43 | John Robert Foley            | 3 stycznia 1959      | 3 stycznia 1961         | Partia Demokratyczna   |
| 44 | Charles Mathias Jr.          | 3 stycznia 1961      | 3 stycznia 1969         | Partia Republikańska   |
| 45 | John Glenn Beall Jr.         | 3 stycznia 1969      | 3 stycznia 1971         | Partia Republikańska   |
| 46 | Goodloe Edgar Byron          | 3 stycznia 1971      | 11 października 1978    | Partia Demokratyczna   |
| 47 | Beverly Barton Butcher Byron | 3 stycznia 1979      | 3 stycznia 1993         | Partia Demokratyczna   |
| 48 | Roscoe Gardner Bartlett      | 3 stycznia 1993      | 3 stycznia 2013         | Partia Republikańska   |
| 49 | John Delaney                 | 3 stycznia 2013      |                         | Partia Demokratyczna   |